# イアン・ディオール
イアン・ディオール（英: Iann Dior、本名: マイケル・イアン・オルモ、1999年3月25日 - ）は、アメリカ合衆国テキサス州コーパスクリスティ出身、プエルトリコ人のラッパー、歌手、ソングライター。自身の曲「Emotions」や「Gone Girl」はSpotifyで4,000万再生を超える。

## 生い立ち
ディオールは1999年3月25日、プエルトリコで生まれ、コーパスクリスティ (テキサス州)で育った。

## キャリア
ディオールは最初Olmoの名で音楽制作を始めた。その後2018年にはプロデューサーのニック・ミラ、タズ・テイラーと出会い、名前をイアン・ディオールに改名。SoundCloudにて数週間で数十万再生された「Cutthroat」、「Emotions」や「Molly」をリリースし急激に注目を集めた。 
ディオールの人気はその後も上昇し、ロサンゼルスを拠点とするレーベル10K projectsにサインされる。その数か月後、トリッピー・レッドをフィーチャーするシングル「Gone Girl」をリリースし、Spotifyで5,000万再生を超える。 
2019年頭にアルバム『Nothings Ever Good Enough』をリリース。 
2019年11月にはアルバム『Industry Plant』をリリース。
2020年6月には、ポップやロックも取り入れたアルバム『I'm Gone』をリリース。
2020年7月、24kGoldnのシングル「Mood」にフィチャーリングで参加すると、同曲がTikTokでヴァイラルヒットし米Billboard Hot 100で初の1位を獲得した。

## ディスコグラフィ
デビュー・アルバム『Industry Plant』　2019年11月8日発売
2nd アルバム『on to better things』　2022年1月21日発売